# Уилям Палмър
Уилям Палмър (на английски: William Palmer) (6 август 1824 г. – 14 юни 1856 г.), известен още като отровителят от Руджели или принцът на отровителите, е английски лекар, признат за виновен в убийство в един от най-известните случаи на 19 век. Чарлз Дикенс нарича Палмър „най-големият злодей, който някога е стъпвал в Олд Бейли“. 
Палмър е осъден за убийството на приятеля си Джон Кук през 1855 г. и на следващата година е екзекутиран на публично място чрез обесване. Той е отровил Кук със стрихнин и е заподозрян в отравянето на други хора, включително брат си и свекърва си, както и четири от децата си, починали от конвулсии преди първите си рождени дни. Палмър изкарва големи суми пари от смъртта на жена си и брат си, след като осребрява застраховките им живот, както и измамвайки богатата си майка с хиляди паунда, всичките които той губи залагайки на конни надбягвания.

## Ранен живот и съмнения за отравяния
Роден в Ръгли, Стафордшир, Уилям Палмър е шестото от осемте деца на Сара и Джоузеф Палмър. Баща му работи като дърворезач и умира, когато Уилям е на 12, оставяйки Сара с наследство от около 70 000 паунда.
Като седемнадесетгодишен Палмър работи като чирак при химик в Ливърпул, но е уволнен след три месеца след твърдения, че е откраднал пари. Учи медицина в Лондон и получава лекарска квалификация през август 1846 г. По-късно същата година, след завръщането си в Стафордшир, той се запознава с водопроводчика и остъклител Джордж Ейбли в бара „Агнец и знаме“ в Литъл Хейвуд и го предизвиква на състезание по пиене. Ейбли приема и час по-късно е отведен вкъщи, където умира в леглото си по-късно същата вечер; липсват каквито и да е доказателства, но местните жители забелязват, че Палмър проявява интерес към привлекателната съпруга на Ейбли.
Той се завръща в родния си град Ружели, за да практикува като лекар и на 7 октомври 1847 г. се жени за Ан Торнтън (родена през 1827 г., и известна още като Брукс, тъй като майка ѝ била любовница на полковник Брукс)  в църквата „Св. Николас“ абат Бромли. Новата му свекърва, наричана още Ан Торнтън, наследила богатство от 8000 британски лири, след като полковник Брукс се самоубива през 1834 година. Тя умира на 18 януари 1849 г., две седмици след като остава при Палмър; знае се, че му е дала пари на заем. Възрастен доктор на име Бамфорд записва апоплексия като причина за смъртта. Палмър е разочарован от сумата, която той и съпругата му наследяват, очаквайки тя да бъде много по-голяма.
Палмър се увлича по конните надбягвания и взема назаем пари от Леонард Бладен, мъж, който среща по време на състезанията. Бладен му заема 600 паунда, но умира в агония в къщата на Палмър на 10 май 1850 г. Съпругата му с изненада установява, че Бладен умира с малко пари в себе си, въпреки че наскоро спечелил голяма сума от състезанията; книгите му със залози също липсват, така че няма доказателства, че е давал назаем някакви пари на Палмър. Смъртният акт на Бладен описва Палмър като „присъстващ при смъртта“ и посочва причината за смъртта като „нараняване на тазобедрената става, 5 или 6 месеца; абсцес в таза“.
Първият му син Уилям Брукс Палмър е роден през 1848 или 1850 година. Той надживява баща си, умирайки на 29 април 1926 г.  Уилям и Ан имат още четири деца, всички от които умират в ранна детска възраст. Причината за смъртта на всяко дете е посочена като „конвулсии“:
- Елизабет Палмър. Умира на 6 януари 1851 г. Тя е на около два месеца и половина към момента на смъртта.
- Хенри Палмър. Умира на 6 януари 1852 г. Той е на около месец.
- Франк Палмър. Умира на 19 декември 1852 г., само 7 часа след раждането си.
- Калъфът за пури на д-р Уилям Палмър, изработен във Франция, 1840 – 56, с една от неговите пури Джон Палмър. Умира на 27 януари 1854 г. Бил е на три-четири дни.

Тъй като детската смъртност не е била рядкост по това време, тези смъртни случаи първоначално не повдигат подозрителност, въпреки че след осъждането на Палмър през 1856 г. има спекулации, че той е дал отрова на децата, за да избегне разходите по още едно гърло за хранене. Към 1854 г. Палмър е затънал в дългове и започва да фалшифицира подписа на майка си, за да се изплати на кредиторите си. Той сключва застраховка „Живот“ на съпругата си със застрахователната компания „Принц на Уелс“ и изплаща премия от 750 паунда за полица от 13 000 паунда. Смъртта на Ан Палмър последвала на 29 септември 1854 г., когато тя е на едва 27 години. Смятало се е, че е починала от холера, тъй като пандемия от холера засяга Великобритания (причинявайки 23 000 смъртни случая в цялата страна ).
Все още в тежки в дългове и с двама кредитори на които той дължи 12 500 и 10 400 британски лири  заплашвайки да говорят с майка му (по този начин разкривайки измамата му), Палмър се опитал да сключи застраховка „Живот“ на брат си Уолтър за сумата. от 84 000 паунда. Неспособен да намери компания, готова да го застрахова за такава сума, той се връща при Застрахователната компания „Принц на Уелс“, като плаща премия от 780 паунда за полица от 14 000 паунда. Уолтър бил алкохолик и скоро става зависим от брат си, който с готовност го снабдява с няколко бутилки джин и бренди на ден. Уолтър Палмър умира на 16 август 1855 г.  Застрахователната компания обаче отказва да изплати полицата и вместо това изпраща инспекторите Симпсън и Фийлд, за да разследват случая. Двойката установява, че Уилям Палмър също се е опитвал да сключи застраховка на стойност 10 000 паунда за живота на Джордж Бейт, земеделски производител, който за кратко работил за него. Те откриват, че Бейт е или погрешно информиран, или лъже за детайлите по застрахователната си полица, и уведомяват Палмър, че компанията няма да го компенсира за смъртта на брат му и че препоръчват допълнително разследване за смъртта му.
Приблизително по това време Палмър е замесен в афера с Елиза Тарм, неговата прислужница. На 26/27 юни 1855 г. Тарм ражда Алфред. Той е незаконен син на Палмър, който натежава и на без това финансово притиснатият лекар. След като животът и дълговете на д-р Палмър се излизат извън контрол, лекарят планира убийството на някогашния си приятел Джон Кук.

## Убийството на Джон Кук
Джон Парсънс Кук, болнав млад мъж с наследствено състояние от 12 000 британски лири, е бил приятел на Палмър. През ноември 1855 г. двамата посещават Шрюсбъри Хендикап Стейкс между 13 и 15 ноември залагат на различни коне. Кук печели £ 3000, като залага на „Полярна звезда“; Палмър търпи тежка загуба, като вместо това залага на „Пилето“. Кук и Палмър отпразнували печалбата на Кук в местното питейно заведение „Гарванът“. Още на 14 ноември Кук се оплаквал, че джинът изгарял гърлото му; Палмър отвърнал правейки сцена, в която се опитал да убеди обърканите гледачи, че в чашата на Кук нямало нищо неприятно. След това Кук се разболява тежко и казва на двама приятели, Джордж Херинг и Исмаил Фишър, че „вярвам, че проклетия Палмър ме тъпче с лекарства“. На 15 ноември Палмър и Кук се завръщат в Ръгли, където Кук резервира стая в „Оръжията на Талбот“.
По-рано на 14 ноември Палмър получава писмо от кредитор на име Прат, който заплашва, че ще посети майка му и ще поиска парите си нея, ако самият Палмър не му се изплати скоро. На следващия ден той прави голям залог на кон, който губи.
След като привидно се е възстановил от болестта си, Кук се срещна с Палмър на по питие на 17 ноември и скоро се разболява отново. В този момент Палмър поема грижата за Кук; Адвокатът на Кук, Джеремая Смит, изпраща бутилка джин, която Палмър притежавал преди това. Камериерката Елизабет Милс отпила от джина и впоследствие се разболяла; остатъкът от джина е даден на Кук, правейки повръщането му по-лошо от всякога.
На следващия ден Палмър започнал да осребрява залози от името на Кук, като донася вкъщи 1200 паунда. След това закупува три зрънца стрихнин от операцията на д-р Солт и поставя зърната в две хапчета, които след това дава на Кук. На 21 ноември, скоро след като Палмър му дава две хапчета амоняк, Кук умира агонизирайки около 1:00 ч. сутринта, крещейки че се задушава.
На 23 ноември Уилям Стивънс, тъст на Кук, пристига за да представлява семейството. Палмър го уведомява, че починалият е загубил книжата си със залози, които според него не са от никаква полза, тъй като след смъртта на комарджията всички залози са анулирани; той също казва на Стивънс, че Кук имал 4000 паунда неплатени сметки. Стивънс поискал дознание, което било назначено. Междувременно Палмър получил смъртен акт от 80-годишния д-р Бамфорд, който посочил апоплексия като причина за смъртта.
Аутопсията на тялото на Кук е извършена в „Оръжията на Талбот“ на 26 ноември от студента по медицина Чарлз Девъншир и асистент Чарлз Нютон, под наблюдението на д-р Харланд и много други зрители. Нютън бил пиян и самият Палмър се намесил в процедурата, блъснал се в Нютон и извадил стомашното съдържание в буркани за „безопасно съхранение“. Бурканите били изпратени на д-р Алфред Суейн Тейлър, който се оплакал, че подобни лошокачествени проби не могат да бъдат от полза и следва втора аутопсия на 29 ноември. Пощенския началник Самюъл Чешир прихванал писма, адресирани до следователя от името на Палмър; по-късно Чешир е разследван за пощенска намеса и получил две години затвор. Палмър също пише на самия следовател, изисквайки причината за смъртта да бъде описана като естествена, прикрепяйки в писмото си банкнота от 10 паунда.
Д-р Тейлър не открива доказателства за отравяне, но въпреки това заявява, че според него Кук е бил отровен. Съдебните заседатели при разследването постановяват присъдата си на 15 декември, като заявяват, че „починалият умря от отрова, дадена му умишлено от Уилям Палмър“; на времето тази присъда можела да бъде предадена на следствието.
Палмър е арестуван по обвинение в убийство и фалшификация (кредитор е споделил с полицията подозренията си, че Палмър е подправял подписа на майка си) и е задържан в Стафорд Гаол; той заплашил, че ще започне гладна стачка, но отстъпил, когато губернаторът го информира, че това ще доведе до това да бъде хранен насила.
Гласуван е Закон на Парламента (Законът на Централния наказателен съд от 1856 г.), който да позволи процесът да се проведе в The Old Bailey в Лондон, тъй като се смятало, че в Стафордшир не могат да бъдат открити обективни съдебни заседатели, заради подробните сведения за случая и смъртта на децата му в местния печат. Алтернативна хипотеза обаче е, че Палмър е бил популярна фигура в Ръгли и не би бил признат за виновен от стаффордширското жури: от което се подразбира, че мястото на съдебния процес е преместено по политически причини, за да се осигури присъда „виновен“. Лорд главният съдия Кембъл – старши съдия в процеса срещу Палмър – предполага в автобиографията си, че ако Палмър бил съден в Стафорд Асис, той щял да бъде признат за невинен. 
Вътрешният секретар също така наредил телата на Ан и Уолтър Палмър да бъдат ексхумирани и преразгледани; Уолтър бил разложен твърде лошо, въпреки това д-р Тейлър намерил антимон във всички органи в тялото на Ан.
Защитата му била водена от г-н Сержант Уилям Ший.  Делото за защита получило негативен коментар от съдията, тъй като Ший, противно на всички правила и конвенции за професионално поведение, заявил пред съдебните заседатели, че той лично смята Палмър за невинен. 
Екипът на прокуратурата на Александър Кокбърн и Джон Уолтър Хъдълстън притежавал остри криминалистични умове и се доказали като свирепи адвокати, особено в разбиването на свидетеля на защитата на Йеремия Смит, който настоявал, че не знае Палмър да е сключвал застраховка живот на брат си, въпреки че подписът на Смит е върху документа. След присъдата Палмър изразил възхищението си от кръстосания разпит воден от Кокбърн като използвал състезателната метафора „Ездата го направи.“ 
Косвени доказателства излезли наяве: Елизабет Милс казала, че докато Кук умирал той обвинявал Палмър в убийство; Чарлз Нютон също казал на журито, че е виждал Палмър да купува стрихнин; химикът г-н Солт признал, че е продавал стрихнин на Палмър, вярвайки, че той го използва, за да отрови куче. Той също признал, че не е записал продажбите в счетоводната си книга за отрови както го изисквал закона; Чарлз Робъртс, друг химик, също признал, че е продавал стрихнин на Палмър, без да отбелязва продажбата в книгата. Финансовата ситуация на Палмър също била обяснена, като заемодателят Томас Прат казал пред съда, че е заел пари на обвиняемия при 60% лихва, а банковият управител г-н Строубридж потвърдил, че банковият баланс на Палмър на 3 ноември 1855 г. е бил 9 паунда. Причината за смъртта на Кук била горещо дебатирана, като всяка страна довела медицински свидетели: Д-р Бамфорд бил болен, но заявената от него причина на смъртта – мозъчен кръвоизлив – била отхвърлена от други свидетели, а прокуратурата казала на съдебните заседатели, че напредналата му възраст го превръща ненадежден специалист и свидетел; свидетелите на обвинението, включително д-р Тейлър, заявили причината за смъртта като „тетанус породен от стрихнин“. Малко медицински свидетели всъщност имали някакъв опит в случаи на отравяне със стрихнин при хора и техните показания щяха да бъдат считани за слаби по стандартите на 21 век. Ший обобщил делото си пред съдебните заседатели, като заявил, че „Следователно никога не би могло да има по-добри обстоятелства за откриване на отровата и въпреки това не е открита такава“. Той повикал петнадесет медицински свидетели, които заявили, че отровата е трябвало да бъде намерена в стомаха (съдържанието на което е изчезнало по време на аутопсията. Прокуратурата имала последната дума и представила Палмър като човек, който отчаяно се нуждае от пари, за да избегне затвора за длъжници, който убил приятеля си за парите му и който покрил следите си, като саботирал аутопсията. Журито обсъждало малко повече от час, преди да се върне с присъда „виновен“. Лорд Кембъл постановил смъртна присъда, на което Палмър не показал никаква реакция.
Около 30 000 души били в затвора в Стафорд на 14 юни 1856 г., за да видят публичната екзекуция на Палмър, обесен от ръцете на Джордж Смит.  Твърди се, че когато стъпил на бесилката Палмър е погледнал падащия под и възкликнал: „Сигурен ли си, че е безопасно?“ Управителят на затвора помолил Палмър да признае вината си преди края, което довело до следния обмен на думи:
„Кук не умря от стрихнин.“
„Сега не е време за спорове – убихте ли Кук или не?“
„Главният съд на лорда обобщи случая като отравяне със стрихнин.“
Уилям Палмър е погребан до параклиса на затвора в гроб, покрит с негасена вар. Твърди се, че след като е обесен майка му е казала: „Обесиха непорочния ми Били“.  Малко след екзекуцията един вестник съобщава: „Твърди се, че въжето, на което е обесен Палмър, се продава в Локмабен, Дъмфришър, за 5 шилинга за инч. Продавачът е мъж от Дъдли, където Смит палачът живее. Твърди се, че от „Интересната реликва“ вече се интересуват много купувачи. Твърди се и че въжето също се продавало широко в Англия и, разбира се, e било фалшифицирано заради увеличаване на търсенето му.“.
Някои учени смятат, че доказателствата не би трябвало да са достатъчни, за да го осъдят и че заключението на съдията Джон Кембъл, първи барон на Кембъл, е било предубедено.  На 20 май 1946 г. The Sentinel публикува последно от доказателство, което не е включено в процеса, намерено от г-жа Е. Смит, вдовица на бившия следовател за Югозападен Лондон; това било рецепта за опиум, написана с почерка на Палмър, на обратната страна на която била сметката на аптека на стойност 10 пенса за стрихнин и опиум.

## Културни препратки
Восъчна фигура на Палмър била изложена в Стаята на ужасите в музея на восъчни изделия на мадам Тюсо от 1857 до 1979 г. 
Смята се, че измисленият герой на инспектор Кюп в творбата на Чарлз Дикенс „Студеният дом“ е изграден върху личността на Чарлз Фредерик Фийлд, полицаят, който разследва смъртта на Уолтър Палмър за неговите застрахователи.  Дикенс нарича Палмър „най-големият злодей, който някога е стоял в Олд Бейли“. 
Поздравът „Каква е вашата отрова?“ се смята за препратка към събитията. 
Филмът „Животът и престъпленията на Уилям Палмър“ излиза през 1998 г., като Кийт Алън играе ролята на Палмър.
В кратката история на „Шерлок Холмс, „Приключението на оскъдната банда“, докато коментира очевидния злодей, д-р Гримсби Ройлот, Холмс казва на д-р Уотсън, че когато един лекар се превръща в злодей, той е най-лошият от всички престъпници. След това той илюстрира това с коментара, че д-р Палмър и Причард са били „начело на своята професия“. Тъй като нито един от тях не е бил считан за добър лекар, а Причард е смятан за нещо като шарлатанин от медицинското братство в Глазгоу, изпълняваната от тях „професия“ е била тази на убиец.
Инцидентът, свързан с Палмър при аутопсията на Кук, се споменава в мистериозния роман на Дороти Л. Сайърс „Неприятността в клуба на Белона“. Лекарят, който прави аутопсията на пострадалия, казва, прехвърляйки стомашното съдържание в буркан: „Внимавай! Търсиш си го. Ха! ха! Това беше близко. Напомня ми на Палмър, знаеш ли – и стомахът на Кук – винаги го намирам за много смешна история, ха! ха!“.
Уилям Палмър е представен от актьора Джей Новело в CBS радио сериала Crime Classics в епизода от 7 октомври 1953 г., озаглавен „Палачът и Уилям Палмър, кой печели?“
Последният исторически роман на Робърт Грейвс „Обесиха непорочния ми Били“ (1957 г.) защитава Палмър, предлагайки запазената марка на Грейвс „реконструкция на повредена или злонамерена репутация“ (стр. Xxv). 
„Подозрението“ на Алфред Хичкок от 1941 г. прави препратка към „Ричард Палмър“, прословут измислен убиец, който отравя познат в кръчма чрез твърд алкохол – по време на дискусията между героя на Джоан Фонтейн, Лина и героя на Изабел Джинс, г-жа, Newsham (популярен автор на мистериозни криминални романи в рамките на филмовия сюжет), подробности от този исторически случай правят очевидна препратка към убийството на Кук извършено от Уилям Палмър.
В романа „Финиъс Редукс“ (1873 г.) от Антъни Тролопа, адвокати защитаващи Финиъс Фин срещу обвинение в убийство, правят абстрактен намек за случая, уверени, че той все още ще бъде признат, като предполага, че Палмър е бил осъден и обесен погрешно, и че техният клиент, за да избегне подобна съдба, трябва да избягва да дава твърде подробна информация за местоположението си в нощта на престъплението. 